# Куяну-Голдберг, Пинелопи
Пинело́пи «Пе́нни» Куяну́-Го́лдберг (англ. Pinelopi «Penny» Koujianou Goldberg, имя при рождении — Пинело́пи Куяну́ (греч. Πηνελόπη Κουγιανού); род. 1963, Афины, Греция) — греко-американский экономист, профессор Йельского университета, шеф-экономист Всемирного банка (2018—2020). Первая женщина, занимавшая пост главного редактора научного журнала «The American Economic Review» — одного из самых престижных журналов в области экономики. Член Эконометрического общества (2004), Американской академии искусств и наук (2014), Американской экономической ассоциации (2018), НАН США (2019). Имеет h-индекс равный 33 и была процитирована более 11 740 раз. Гражданка Греции и США. В совершенстве владеет греческим и немецким языками.

## Биография

### Ранние годы и образование
Родилась и выросла в Афинах (Греция).
Поступила на экономический факультет Афинского национального университета имени Каподистрии, однако вскоре, став стипендиаткой Германской службы академических обменов (DAAD), уехала учиться в Германию.
Окончила Фрайбургский университет (1986) и Стэнфордский университет (Ph.D., 1992).

### Карьера
Июнь-сентябрь 1989: стажёр в исследовательском отделе Международного валютного фонда.
1992—1999: ассистент-профессор экономики Принстонского университета.
1995—2001: научный сотрудник (research associate) Национального бюро экономических исследований (NBER).
1999—2001: профессор экономики Колумбийского университета.
2001—2007: профессор экономики Йельского университета.
2001—н. в.: научный сотрудник (research fellow) NBER.
2005—2010: старший научный сотрудник Бюро исследований и экономического анализа развития (BREAD).
2006—2007: приглашённый учёный Федерального резервного банка Нью-Йорка.
2006—2012: член Федерального консультативного комитета по экономической статистике (FESAC).
2007—2010, 2017: соредактор журнала «The American Economic Review».
2007—2010: профессор экономики Принстонского университета.
2011—2016: главный редактор журнала «The American Economic Review».
2010—н. в.: член совета директоров BREAD.
2010—ноябрь 2018: профессор Йельского университета.
2016—н. в.: исследователь в Международном центре роста (IGC) при Лондонской школе экономики и политических наук.
2016—2019: избранный член совета Эконометрического общества.
2017—2021: избранный член исполнительного комитета Эконометрического общества.
2018—2019: избранный вице-президент Американской экономической ассоциации.
2018—2019: избранный президент Восточной экономической ассоциации.
26 апреля 2018 года была назначена шеф-экономистом Всемирного банка. После скандала вокруг исследования, показавшего, что часть помощи Всемирного банка бедным странам оседает на частных офшорных счетах элит этих стран, ушла в отставку 1 марта 2020, так как настаивала на публикации, в то время как руководство Всемирного банка этому препятствовало.
Имеет многочисленные публикации в области прикладной микроэкономики, международной торговли и теории организации рынков. Одни из последних исследований посвящены влиянию либерализации торговли на рост и распределение доходов, влиянию обеспечения соблюдения прав интеллектуальной собственности в развивающихся странах и др.

## Награды и почести
- 1981—1986 — стипендия DAAD.
- 1987—1988 — стипендия Фонда имени Александра Онассиса.
- 1987—1988 — стипендия Стэнфордского университета.
- 1989 — Награда за лучшую научную статью от Стэнфордского университета.
- 1990—1991 — стипендия Фонда Джона М. Олина.
- 1992 — European Seminar Tour Speaker, Review of Economic Studies.
- 1994—1995 — стипендия Гуверовского института.
- 1998—1999 — стипендия Фонда Рассела Сейджа.
- 1998—2000 — стипендия Фонда Альфреда Слоуна.
- 2003 — Премия Бодосакиса в области общественных наук[18].
- 2010—2011 — стипендия Гуггенхайма[13][19].

## Избранные работы
- Goldberg, Pinelopi; Michael M. Knetter (1997). «Goods Prices and Exchange Rates: What Have We Learned?». Journal of Economic Literature. 35 (3): 1243—1272.
- Goldberg, Pinelopi Koujianou; Nina Pavcnik (2007). «Distributional effects of globalization in developing countries». Journal of Economic Literature. 45 (1): 39-82.
- Maggi, Giovanni; Pinelopi Koujianou Goldberg (1999). «Protection for Sale: An Empirical Investigation». American Economic Review. 89 (5): 1135—1155.
- Goldberg, Pinelopi Koujianou (1995). «Product differentiation and oligopoly in international markets: The case of the US automobile industry». Econometrica: Journal of the Econometric Society: 891—951.
- Goldberg, Pinelopi Koujianou; Amit Kumar Khandelwal, Nina Pavcnik, and Petia Topalova (2010). «Imported intermediate inputs and domestic product growth: Evidence from India». The Quarterly Journal of Economics. 125 (4): 1727—1767.
- Attanasio, Orazio; Pinelopi K. Goldberg, and Nina Pavcnik (2004). «Trade reforms and wage inequality in Colombia». Journal of Development Economics. 74 (2): 331—366.
- Пинелопи Куяну-Голдберг Будущее торговли // Финансы и развитие, июнь 2019.